# Praga-Północ
Praga Północ (tiếng Anh: North Praga) là một quận của thành phố Warszawa, thủ đô Ba Lan, nằm ở trung tâm của thành phố này.
Praga là một trong những quận cổ nhất ở Warszawa và được nhập vào thành phố cuối thế kỷ 18. Năm 1945, khu vực này được chia ra thành Praga Północ và Praga Południe.